# ACAB

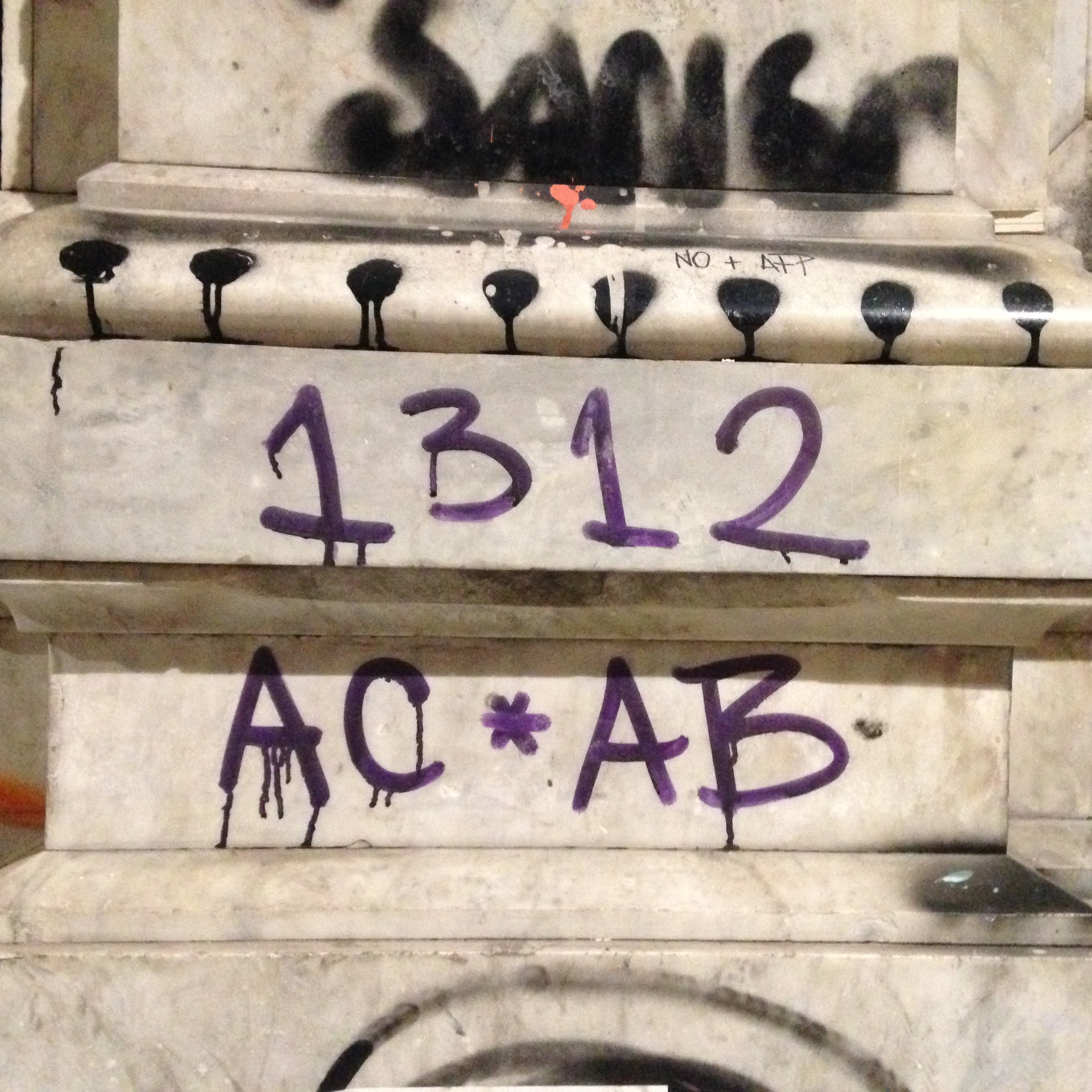

ACAB는 all cops are bastards("모든 경찰은 개자식이다")의 두문자어로, 경찰에 반대하는 사람들과 관련된 표어이며 낙서나 문신에서 흔히 캐치프레이즈로 표현된다. 이는 때때로 1312로 표현되기도 하는데, 각 숫자는 영어 알파벳에서 해당 문자의 위치를 나타낸다.

## 배경
"모든 경찰은 개자식이다"라는 문구는 1920년대 영국에서 처음 등장했으며, 1940년대 파업 중인 노동자들에 의해 "ACAB"로 줄여졌다. 이 약어는 역사적으로 영국 내 범죄자들과 관련이 있다. 1970년대에 교도소 문신으로 처음 보고된 이 문신은 일반적으로 손가락당 한 글자씩 새겨지거나, 때로는 각 너클에 작은 점으로 위장되어 새겨진다. 1970년 데일리 미러는 ACAB를 기사 헤드라인으로 사용하여 길거리의 헬스 엔젤스 멤버가 이 문신을 새겼다고 보도했다. 영화 감독 시드니 헤이어스는 또한 그의 1972년 범죄 드라마인 《All Coppers Are...》의 제목으로 검열된 버전을 사용했다. 1977년, 뉴캐슬어폰타인의 한 기자가 교도소 감방 벽에서 이 문구를 보았다.
1980년대에 ACAB는 특히 펑크 및 스킨헤드 서브컬처 내에서 반체제 상징이 되었다. 이 문구는 특히 오이! 밴드 The 4-Skins의 1982년 노래 "A.C.A.B."에 의해 대중화되었다. 이후 ACAB는 유럽의 축구 폭력 팬들과 울트라스들 사이에서, 그리고 전 세계의 아나키스트 및 반권위주의 운동가들 사이에서 인기 있는 슬로건이 되었다. 어떤 맥락에서는 반명예훼손연맹이 이 문구를 혐오 상징으로 분류하며, "스킨헤드 문화에 오랫동안 이어져 온 슬로건"이라고 설명하는 동시에, 이 문구가 인종주의 스킨헤드와 반인종주의 스킨헤드 모두에 의해 사용된다고 언급한다.

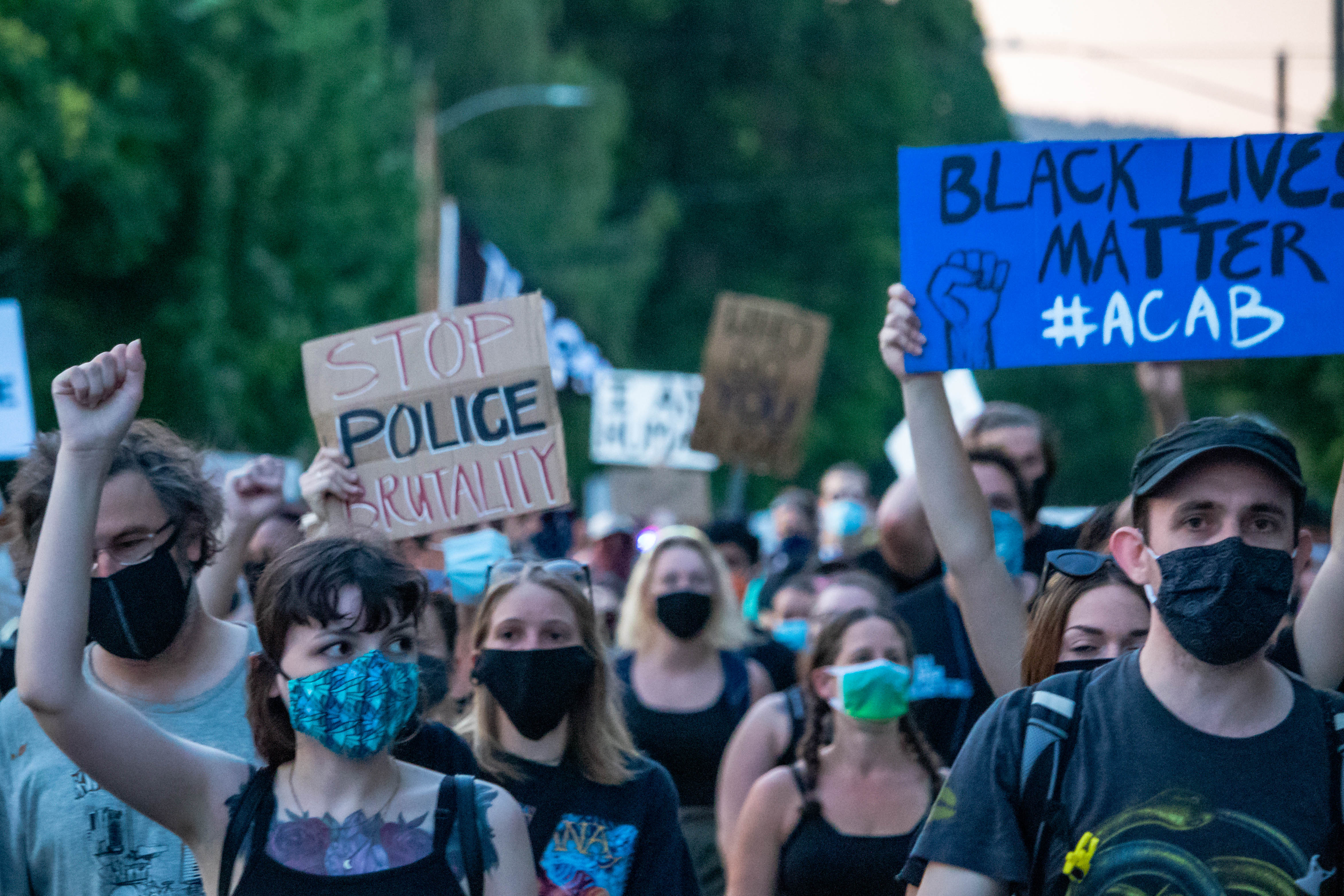
2020년 Black Lives Matter 피켓에 쓰인 ACAB 두문자어

2020년 5월 경찰관 데릭 쇼빈에 의한 조지 플로이드 사망 사건 이후, ACAB라는 용어는 경찰에 반대하는 사람들에 의해 더 자주 사용되기 시작했다. 조지 플로이드 시위와 인종차별적 경찰 폭력에 대한 논의가 미국 전역으로 확산되면서, ACAB는 소셜 미디어에서 더 자주 언급되었고, 이 약어가 새겨진 제품들도 판매되기 시작했다. 이 용어를 옹호하는 사람들은 ACAB가 모든 경찰관이 불의한 시스템에 공모하고 있다는 의미라고 주장했다. 그들은 경찰관들이 비록 경찰 폭력이나 경찰 내 인종차별에 직접 참여하지 않았더라도, 동료들의 행동에 대해 침묵하거나 막으려 하지 않았기 때문에 여전히 책임이 있다고 주장했다.

## 검열

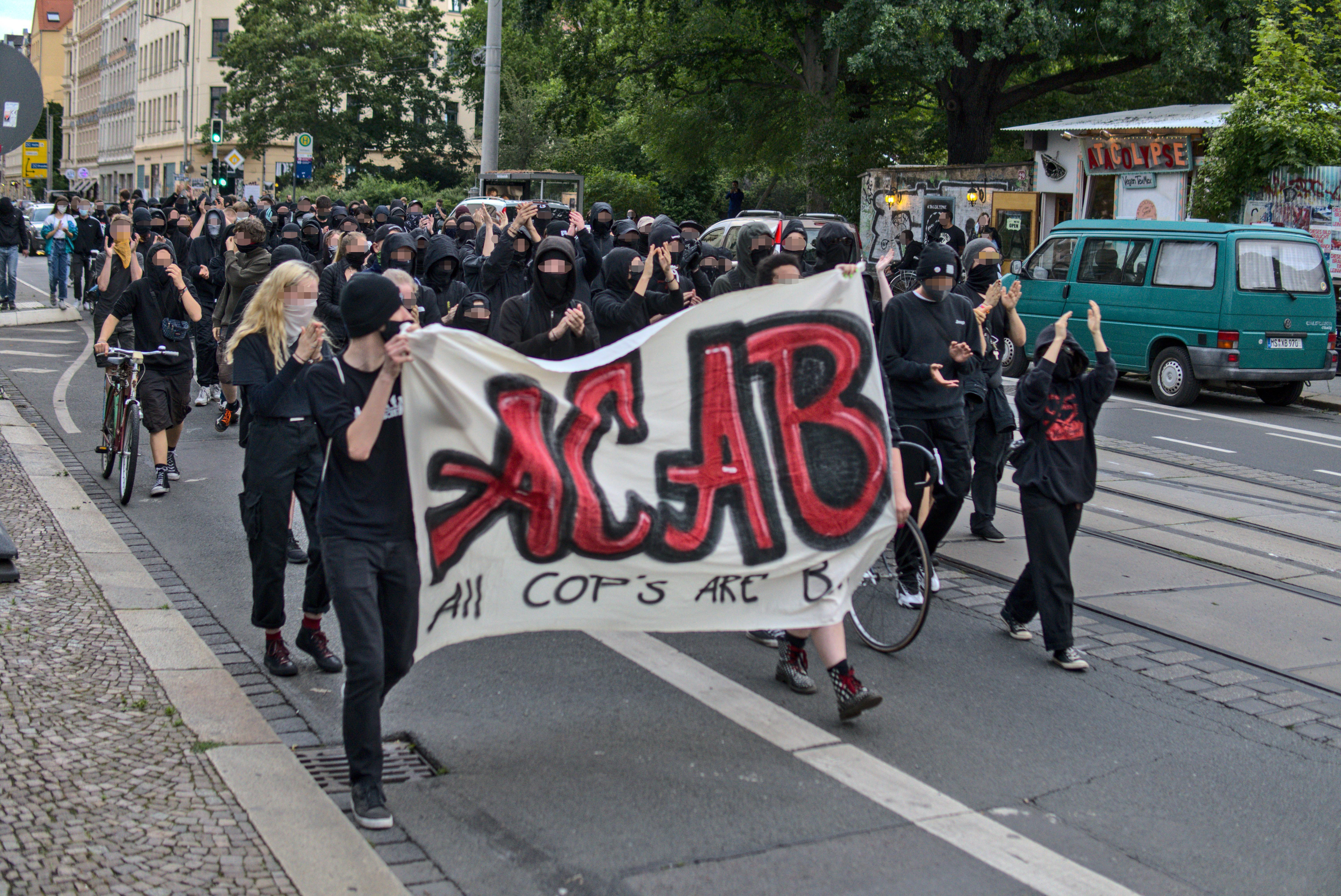
독일 라이프치히의 아나키스트들이 "ACAB, 모든 경찰은 개..."라고 적힌 현수막을 들고 시위하고 있다.

독일에서는 이 용어가 한 개인을 지칭할 때는 범죄 행위이지만, 큰 집단을 묘사할 때는 허용된다. "ACAB"와 "1312" 모두 주 법원에서 재판 가능한 모욕으로 간주되었다. 2015년 연방헌법재판소는 "FCK CPS"(‘Fuck Cops’로 읽음)라는 용어에 대해 모욕은 특정하고 식별 가능한 집단을 대상으로 할 때만 처벌 가능하다고 판결했지만, 개별 사건의 해석은 형사 법원에 맡겼다.
오스트리아에서는 ACAB의 사용이 "공공의 품위 위반"으로 간주되어, 예를 들어 행정 벌칙 명령을 사용하여 행정법에 따라 처벌받을 수 있었다. 벌금은 최대 700유로(또는 일주일간의 경찰 구금)에 달할 수 있었다. 2019년 오스트리아 헌법재판소 (VfGH)는 특정 경우에 이 슬로건을 품위 위반으로 취급하는 것이 유럽인권협약 10조에 따른 표현의 자유라는 기본권을 침해한다고 판결했다. 해당 특정 사례는 경기장에서 ACAB 깃발을 흔든 축구 팬과 관련이 있었다. VfGH에 따르면, 현수막은 "주로 일부 축구 팬과 경찰 사이의 긴장 관계를 언급하고, 국가의 규제 권한의 일부로서 경찰에 대한 부정적인 태도를 표현하는 것"이어야 하며, 따라서 "특정 다른 사람에 대한 구체적인 '모욕'이 아니어야 한다"고 판시했다. 그러므로 표현된 비판은 "민주 사회에서 표현의 자유의 특별한 의미와 기능을 고려하고, 사건의 모든 상황을 고려하여 받아들여져야 한다"고 밝혔다.

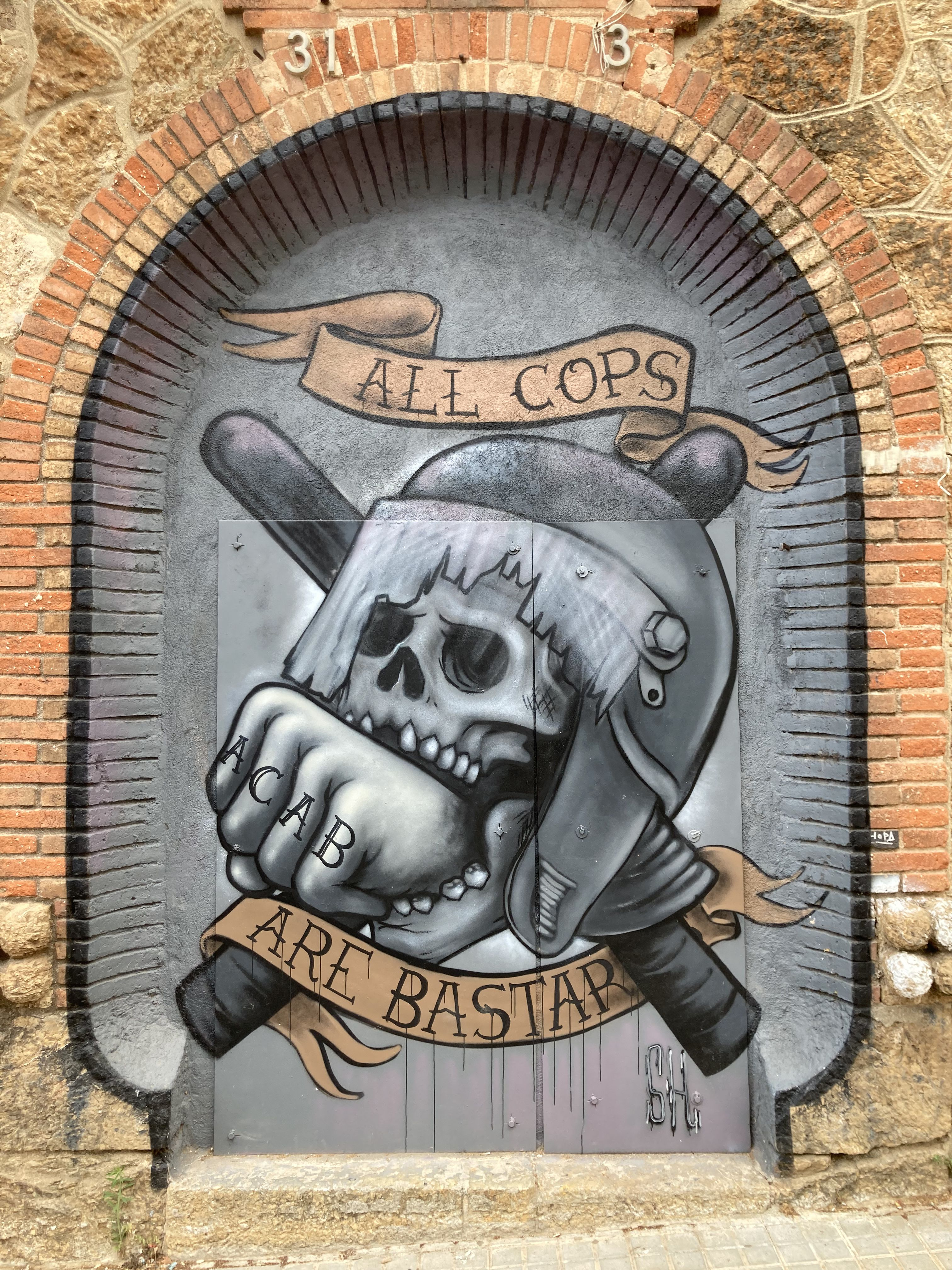
2022년 바르셀로나의 ACAB 거리 예술

다른 유럽 국가들에서도 ACAB를 사용하는 사람들에 대한 경찰의 조치 사례가 있다. 브라이언 스테이블포드의 2009년 《이국적인 만남들》은 "오래 전" ACAB 셔츠 착용 유행 당시 영국 청년이 이를 입고 폭동 선동 혐의로 체포되었고, 셔츠가 "모든 캐나다인은 개자식이다"를 의미한다고 비효율적으로 주장했다고 언급한다. 2011년 1월, 네덜란드에서 AFC 아약스 축구 팬 3명이 숫자 1312가 새겨진 티셔츠를 입고 벌금을 물었다. 2015년 7월 4일, 스페인 알리칸테의 한 여성이 "A.C.A.B." 약어가 새겨진 티셔츠를 입고 벌금을 물었다. 2016년 5월 22일, 스페인 마드리드의 34세 여성이 "All Cats Are Beautiful"이라는 문구와 함께 "A.C.A.B." 약어가 표시된 가방을 소지한 혐의로 시민 안전법 37조에 따라 기소되었다. 이 혐의는 3일 후 취하되었다. 2017년 9월 15일, 크로아티아 카를로바츠의 한 남성이 자신의 페이스북 프로필에 "Fuck da Police A.C.A.B."이라는 메시지가 담긴 포토몽타주를 게시했다. 이로 인해 그는 나중에 공공 질서 위반 혐의로 기소되어 카를로바츠 경범죄 법원에서 100유로의 벌금형을 선고받았다. 2019년 4월 4일, 26세의 아이스하키 팬이 ACAB의 숫자 버전인 1312가 새겨진 티셔츠를 입고 체포되었다. 벨라루스에서는 "A.C.A.B."와 1312 모두 "극단주의 정보"로 간주된다.
ACAB가 모욕적이라는 이유로 기소되는 것은 유럽에만 국한되지 않는다. 2018년, 인도네시아의 페르시자 자카르타 축구 팬 그룹이 리그 경기 도중 "All Cops Are Bastards"라는 메시지가 담긴 현수막을 들고 체포되었다.
2020년 피닉스 (애리조나주), 미국에서 열린 Black Lives Matter 시위 이후, 시위자 15명이 검은 옷을 입고 우산을 든 채 "모든 경찰은 개자식이다"라는 문구를 사용했다는 이유로 범죄 거리 갱단을 도운 혐의로 기소되었다. 이들을 체포한 경찰관들은 시위자들이 "ACAB All Cops Are Bastards로 알려진 그룹의 일원"이라고 말했다. 시위자들에 대한 형사 고발은 취하되었고, 조사 결과 이 사건은 "매우 결함이 있으며", "실체 없는", "ACAB"가 갱단이라는 주장을 뒷받침할 신뢰할 만한 증거가 부족하다고 특징지어졌다.

## 대중문화에서
이 약어는 1980년대에 음악에서 자주 사용되었다. 영국 오이! 펑크 록 밴드 The 4-Skins는 1980년대 동명의 노래에서 A.C.A.B.라는 두문자어를 대중화했다. 이 용어는 다른 음악에서도 사용되었다.
- 오스트리아 밴드 야, 파닉([[:de:{{{3}}}|독일어판]])은 그들의 앨범 Libertatia (2014)에서 "A.C.A.B."라는 제목의 노래를 발표했는데, 이 노래에서 이 약어는 "모든 고양이는 아름답다"로 해석되었다.[27]
- 독일 펑크 밴드 슬라임은 그들의 영향력 있는 1979년 앨범 《Slime I》에서 "A.C.A.B."라는 노래를 발표했는데, 이 노래는 밴드의 다른 반경찰 노래들과 함께 오늘날까지 "좌파 운동의 국가"로 남아있다.[28]
- 독일 밴드 디 인크레디블 헤렌게덱([[:de:{{{3}}}|독일어판]])는 노래 "Angst vor Punk"의 가사에서[29]
- 독일 래퍼 선 디에고는 앨범 《플랑크톤위드테이프》(2015)의 "A.C.A.B."라는 노래에서, 앨범 《크라벤코크 테이프/SftB》(2017)의 "A.C.A.B. II"라는 노래에서, 그리고 EP 《플랑크톤위드 EP》(2022)의 "A.C.A.B. III"라는 노래에서.[30]
- 독일 풍자가 얀 뵈머만은 그의 노래 "Ich hab Polizei" (2015)에서[31] 앞에 N을 붙여 부정했다.[32]
- 미국 밴드 더 캐주얼티스는 2018년 앨범 《Written in Blood》의 리드 싱글 "1312"에서 이 용어를 사용했다.[33]

2012년 이탈리아 드라마 영화 《ACAB – All Cops Are Bastards》는 한 무리의 폭동 진압 경찰관들의 활동과 공동체 내의 긴장 관계를 다룬다.

## 같이 보기
- 반파시즘
- 이민세관집행국 폐지 운동
- 경찰에 반대하는 정서
- 블루 라이브스 매터
- 경찰의 침묵의 벽
- 집단 책임
- 형사 사법 개혁
- 범죄 문신
- 경찰 예산 삭감 운동
- Fuck tha Police
- 조지 플로이드 시위, A.C.A.B.가 흔히 언급되고 논의된 시위
- HWDP, 폴란드어 등가어
- 반명예훼손연맹이 혐오 상징으로 지정한 상징 목록
- 경찰 폐지 운동
- 교정 산업 복합체